# デニム・アンド・レザー
『デニム・アンド・レザー』（Denim and Leather）は、イングランドのヘヴィメタル・バンド、サクソンが1981年に発表した4作目のスタジオ・アルバム。

## 背景
収録曲「アンド・ザ・バンズ・プレイド・オン」は、1980年に「モンスターズ・オブ・ロック」へ出演した体験にインスパイアされて作られ、当初の歌詞はジューダス・プリーストなど、当日の出演バンドについても言及されていたが、最終的には短縮された。本作リリースに伴うツアーの直前、オリジナル・ドラマーのピート・ギルが腕の怪我により脱退し、ナイジェル・グロックラーが後任に迎えられ、結果的にはオリジナル・ラインナップによる最後のアルバムとなった。

## 反響・評価
全英アルバムチャートでは11週トップ100入りして最高9位を記録し、バンドにとって2作目の全英トップ10アルバムとなった。全英シングルチャートでは、先行シングル「アンド・ザ・バンズ・プレイド・オン」が12位、「ネヴァー・サレンダー」が18位に達し、本作に続きシングル・カットされた「プリンセス・オブ・ザ・ナイト」は57位を記録した。また、ドイツではバンド初のアルバムチャート入りを果たした。
Eduardo Rivadaviaはオールミュージックにおいて5点満点中4.5点を付け「もしサクソンが、以後長年にわたり『ホイールズ・オブ・スティール』、『ストロング・アーム・オブ・ザ・ロウ』、『デニム・アンド・レザー』という強力な三部作を超えることができていたなら、やはりNWOBHMで頭角を現したデフ・レパードやアイアン・メイデンと同様、神格化されていたかもしれない」と評している。

## 収録曲
全曲ともメンバー5人の共作。
1. プリンセス・オブ・ザ・ナイト - "Princess of the Night" - 4:01
2. ネヴァー・サレンダー - "Never Surrender" - 3:12
3. アウト・オブ・コントロール - "Out of Control" - 4:08
4. ラフ・アンド・レディ - "Rough and Ready" - 4:51
5. プレイ・イット・ラウド - "Play It Loud" - 4:10
6. アンド・ザ・バンズ・プレイド・オン - "And the Bands Played On" - 2:48
7. ミッドナイト・ライダー - "Midnight Rider" - 5:45
8. ファイアー・イン・ザ・スカイ - "Fire in the Sky" - 3:36
9. デニム・アンド・レザー - "Denim and Leather" - 5:27

### 2009年リマスターCDボーナス・トラック
10.と11.はシングル「ネヴァー・サレンダー」のカップリング曲として発表され、12.以降は1981年録音のライヴ音源である。
1. 20,000フィート（リミックス） - "20,000 Ft (Remix)" - 4:07
2. バップ・シュー・アプ（ライヴ・アット・キャッスル・ドニントン1980） - "Bap Shoo Ap (Live at Castle Donington 1980)" - 6:41
3. イントロ/アンド・ザ・バンズ・プレイド・オン - "Intro / And the Bands Played On" - 4:34
4. プリンセス・オブ・ザ・ナイト - "Princess of the Night" - 4:17
5. ミッドナイト・ライダー - "Midnight Rider" - 5:40
6. ネヴァー・サレンダー - "Never Surrender" - 3:58
7. ファイアー・イン・ザ・スカイ - "Fire in the Sky" - 2:41
8. マシン・ガン - "Machine Gun" - 2:43
9. プレイ・イット・ラウド - "Play It Loud" - 5:25

## 参加ミュージシャン
- ビフ・バイフォード - ボーカル
- グラハム・オリヴァー - ギター
- ポール・クィン - ギター
- スティーヴ・ドーソン - ベース
- ピート・ギル - ドラムス